# Ferruginolo
Il ferruginolo è un fenolo naturale e un meroterpene (un composto chimico contenente una sottostruttura terpenoide) che è stato isolato dagli aghi della sequoia della California. La parte terpenoide è un diterpene della classe chimica abietana.
Una ricerca pubblicata nel 2005 ha scoperto che questo e altri composti della classe della Sequoia hanno proprietà antitumorali e hanno mostrato una riduzione del tumore del colon, del seno e del polmone umano in vitro e una riduzione delle cellule trasformate oncogene. L'attività specifica di inibizione della crescita tumorale (GI) è di 2-5 microgrammi/ml.
È stato anche scoperto che il ferruginolo ha un'attività antibatterica.   Sono stati anche osservati degli effetti gastroprotettivi.